# 미오노야촌
미오노야촌(三保谷村)은 사이타마현 히키군에 존재했던 촌이다.

## 지리
- 현재의 가와지마정 중부에 해당한다.
- 현재의 가와지마 정사무소가 있는 곳이기도 하다.

## 역사
- 1889년 4월 1일 - 정촌제 시행에 의해 히키군 미오노야촌이 성립하였다.
- 1954년 11월 3일 - 이구사 촌, 나카야마 촌, 데마루 촌, 야쓰호 촌, 오미노 촌과 합병해, 가와지마 촌이 성립하였다.
- 1972년 11월 3일 - 가와지마촌이 정으로 승격해 가와지마정이 되었다.